# Anastasia Cekulaev
Anastasia Cekulaev (* 1. Juli 2003 in Wiesbaden) ist eine deutsche Volleyballspielerin.

## Karriere
Cekulaev spielte in ihrer Jugend beim 1. VC Wiesbaden, mit dem sie mehrfach an deutschen Jugendmeisterschaften teilnahm. Im Sommer 2017 ging sie nach Berlin und spielte bei der SG Rotation Prenzlauer Berg in der Regionalliga Nordost. 2019 wechselte die Mittelblockerin zum Zweitligisten VC Olympia Berlin. Mit einem Zweitspielrecht stand sie ab Januar 2021 auch im Kader des Bundesligisten SC Potsdam, bei dem sie zur Saison 2021/22 einen festen Vertrag erhielt. Nach Erreichen der Playoff-Endspiele um die Deutsche Meisterschaft gleich in der ersten vollen Saison und der Auszeichnung „Aufsteigerin der Saison“, vermeldete der Verein im Mai 2022 die Vertragsverlängerung mit Cekulaev bis 2025 mit einer Ausstiegsklausel ein Jahr zuvor. Im April 2024 wurde bekanntgegeben, dass Cekulaev in die italienische Profiliga zu Bartoccini-Fortinfissi Perugia wechselt.
Cekulaev spielte auch in der deutschen U17-Nationalmannschaft, mit der sie 2018 bei der U17-Europameisterschaft in Sofia Platz sieben erreichte. Seit 2020 gehört sie zum Kader der A-Nationalmannschaft, mit der sie 2021 in Rimini an der Nations League teilnahm, sowie 2023 an der Heim-Europameisterschaft in Düsseldorf.